# Anton Zerr
Anton Johann Zerr (Franzfeld bij Odessa, 10 maart 1849 - Tbilisi, 15 december 1932) was een Russische bisschop van de Rooms-Katholieke Kerk in het bisdom Tiraspol. Het bisdom was vooral opgericht om de zielzorg van de Wolgaduitsers en andere Duitstaligen, met name in Odessa en aan de Dnjepr, beter te kunnen organiseren. Daarnaast had het diocees ook een aantal armeens-katholieken en Chaldeeuwen in haar jurisdictie.
Zerr was opgegroeid in een gezin van Duitstalige kolonisten nabij Odessa. Zijn voorouders waren rond 1808 vanuit het kanton Lauterbourg in de Elzas naar de Dnjepr-delta rond Cherson getrokken. Zerrs bisschoppelijk werkterrein lag in een uitgestrekt gebied dat zowel Moldavië, Oekraïens en Russisch gebied (tot aan Samara) omvatte. Zerr was een pionier van de Esperantobeweging en was een van de initiators van de Internacia Katolika Unuiĝo Esperantista. 